# Monte Urano
Monte Urano is een gemeente in de Italiaanse provincie Fermo (regio Marche) en telt 8092 inwoners (31-12-2019). De oppervlakte bedraagt 16,7 km², de bevolkingsdichtheid is 479 inwoners per km².

## Demografie
Monte Urano telt ongeveer 2735 huishoudens. Het aantal inwoners steeg in de periode 1991-2001 met 0,7% volgens cijfers uit de tienjaarlijkse volkstellingen van ISTAT.
| Jaar | Inwoneraantal |
| ---- | ------------- |
| 1991 | 7748          |
| 2001 | 7802          |

## Geografie
Monte Urano grenst aan de volgende gemeenten: Fermo, Montegranaro, Sant'Elpidio a Mare, Torre San Patrizio. Ze ligt hemelsbreed ongeveer 10 kilometer verwijderd van de kustplaats Porto San Giorgio.